# السرطان والغثيان

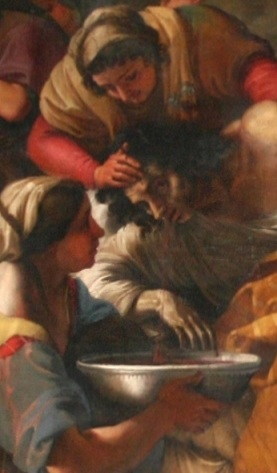
رسمة من عام 1681 تصور شخص يعاني من غثيان وتقيؤ

السرطان والغثيان يرتبطان في حوالي 50% من الأشخاص المصابين بالسرطان. قد يكون ذلك نتيجة للسرطان نفسه، أو أثر جانبي للعلاج كالعلاج الكيميائي، أو العلاج بالأشعة، أو الأدوية الأخرى مثل الأفيونات المستخدمة لعلاج الألم. يعاني حوالي 70-80% من الأشخاص الذين يتلقون العلاج الكيميائي من غثيان أو تقيؤ. قد يحدث كذلك الغثيان والتقيؤ في أشخاص لا يتلقون علاج، وغالبا ما يكون نتيجة مرض في الجهاز الهضمي، أو اضطرابات الكهرل، أو نتيجة للقلق. قد يصف المريض الغثيان والتقيؤ كأكثر أثر جانبي بغيض للعلاج وقد تؤدي إلى رفض المرضى أو تأجيلهم لجلسات العلاج الكيميائي أو الإشعاعي.
تعتمد استراتيجيات علاج الغثيان والتقيؤ على الأسباب. تشمل العلاجات الطبية أو الأمراض المصحوبة بزيادة فرصة حدوث غثيان و/أو تقيؤ: العلاج الكيميائي، والعلاج بالأشعة، والانسداد المعوي الخبيث. قد يحدث أيضًا الغثيان والتقيؤ التوقعي. وقد يؤدي الغثيان والقيء إلى مزيد من الأمراض والتعقيدات الطبية بما في ذلك: الجفاف، واضطرابات الكهرل، وسوء التغذية، وانخفاض في جودة الحياة.
يمكن تعريف الغثيان بأنه شعور غير سار بالحاجة إلى التقيؤ. وقد يكون مصحوبًا بأعراض كسيلان اللعاب، والدوار، وتسرع القلب. التقيؤ هو القذف العنيف لمحتويات المعدة عبر الفم. رغم أن الغثيان والتقيؤ يرتبطان بشكل وثيق، يعاني بعض المرضى من أحدهما دون الآخر وقد يكون منع التقيؤ أسهل من الغثيان. يُعتقد أن رد فعل التقيؤ تطور في العديد من الفصائل الحيوانية كوسيلة دفاعية للحماية من السموم في القناة الهضمية. في البشر، قد يكون التقيؤ مسبوقًا بغثيان، إلا أن الغثيان في حد ذاته قد يحدث بدون تقيؤ. الجهاز العصبي المركزي هو المكان الأول الذي يستقبل عدد من منبهات التقيؤ، ويقوم بمعالجتها، وتوليد إشارة استجابة وإرسالها إلى العديد من الأعضاء لتنفيذ عملية التقيؤ. اكتشاف منبهات التقيؤ، والمعالجة المركزية في المخ، ورد الفعل الناتج من الأعضاء الذي يؤدي إلى الغثيان والتقيؤ يشار إليهم بسبيل التقيؤ أو قوس التقيؤ.

## الأسباب
من المعروف أن بعض المشاكل الطبية التي تنشأ نتيجة للسرطان أو كأحد مضاعفات علاجه تكون مصحوبة بزيادة فرصة حدوث غثيان و/أو تقيؤ. ويشمل ذلك الانسداد المعوي الخبيث، والغثيان والتقيؤ الناتج عن العلاج الكيميائي، والغثيان والتقيؤ التوقعي، والغثيان والتقيؤ الناتج عن العلاج بالأشعة.

### الانسداد المعوي الخبيث
الانسداد المعوي الخبيث للقناة الهضمية هوأحد المضاعفات الشائعة للسرطان المتقدم، بالأخص في مرضى سرطان الأمعاء أو الجهاز التناسلي الأنثوي. ويشمل ذلك سرطان القولون، وسرطان المبيض، وسرطان الثدي، والورم الميلانيني. تؤدي 3% من حالات السرطان المتقدم إلى الانسداد المعوي الخبيث وتعاني 25-50% من مريضات سرطان المبيض مرة واحدة على الأقل من الانسداد المعوي الخبيث. تشمل الآليات التي قد تؤدي إلى الغثيان في الانسداد المعوي الخبيث: الضغط الميكانيكي على الأمعاء، واضطرابات حركة الأمعاء، ونقص الامتصاص، والالتهاب. قد يحدث الانسداد المعوي والغثيان الناتج عنه كنتيجة لعلاج السرطان كالعلاج بالأشعة، أو الالتصاق الناتج عن الجراحة. الخلل في تفريغ المعدة الناتج عن انسداد الأمعاء قد لا يستجيب للأدوية وحدها، وأحيانا ما يكون التدخل الجراحي هو الحل الوحيد. قد تسبب بعض الأدوية المستخدمة ضمن علاج السرطان بطء الحركة الدودية للأمعاء، مثل أشباه الأفيونات، وهو ما يؤدي إلى انسداد معوي وظيفي.

### العلاج الكيميائي
الغثيان والتقيؤ الناتج عن العلاج الكيميائي هو أحد أكثر الآثار الجانبية المخيفة للعلاج الكيميائي ويصاحبه تدهور شديد في جودة الحياة. يتم تصنيف الغثيان والتقيؤ الناتج عن العلاج الكيميائي إلى 3 فئات:
- بداية مبكرة (يحدث خلال 24 ساعة من التعروض الأول للعلاج الكيميائي
- بداية مؤجلة (متأخرة) (يحدث بين 24 ساعة لعدة أيام بعد العلاج)
- توقعي (تتم إثارتها بالطعم، أو الرائحة، أو الشكل، أو التفكير، أو القلق)

عوامل الخطر التي تتنبأ بحدوث وشدة الغثيان والتقيؤ الناتج عن العلاج الكيميائي تشمل الجنس، والسن. في الإناث، يزداد خطر حدوث غثيان في السيدات الأصغر سنًا واللاتي لديهن توقع كبير قبل العلاج بحدوث غثيان، فيما يقل الخطر في المريضات اللاتي اعتدن على استهلاك كميات كبيرة من الكحول. بعض العوامل الأخرى تختلف بحسب الشخص، كجرعة العلاج الكيميائي، ومعدله، وطريقة إعطائه، والحالة المائية، والتاريخ السابق لحدوث الغثيان والتقيؤ الناتج عن العلاج الكيميائي، أو التقيؤ أثناء الحمل، أو داء الحركة، والأدوية والأمراض المتزامنة مع السرطان كلها تلعب دور في درجة الغثيان والتقيؤ الناتج عن العلاج الكيميائي الذي يعانيه المريض. العامل الأهم في تحديد درجة الغثيان والتقيؤ الناتج عن العلاج الكيميائي إلى حد بعيد هو قدرة المادة الكيميائية المستخدمة على تنشيط سبيل التقيؤ. يتم تصنيف المواد الكيميائية في 4 مجموعات بحسب تلك القدرة: مرتفعة، ومتوسطة، ومنخفضة، ودنيا.
| الارتباط بالتقيؤ                         | أمثلة |
| ---------------------------------------- | --- |
| مواد ذات قدرة عالية (>90%) عبر الوريد    | سيسبلاتين، ميكلوريثامين، ستربتوزوتوسين، سيكلوفوسفاميد > 1500 مج/م²، كارموستين، داكاربزين، أنثراسيكلين |
| مواد ذات قدرة عالية (>90%) عبر الفم      | ألتريتامين، بروكاربازين |
| مواد ذات قدرة متوسطة (30-90%) عبر الوريد | أوكساليبلاتين، سيتارابين > 1 ج/م²، كاربوبلاتين، إيفوسفامايد، سيكلوفوسفاميد > 1500 مج/م²، دوكسوروبيسين، داونوروبيسين، إبيروبيسين، إداروبيسين، إرينوتيكان، أزاسيتيدين، بينداميوستين، كلوفارابين، أليمتوزوماب |
| مواد ذات قدرة متوسطة (30-90%) عبر الفم   | سيكلوفوفسفاميد، تيموزولوميد، فينورلبين، إيماتينب |

المجتمع الأوروبي لعلم الأورام الطبي، والاتحاد متعدد الجنسيات لدعم مرضى السرطان في 2010، بالإضافة إلى المجتمع الأمريكي لعلم الأورام السريري في 2011 أوصوا جميعًا بالوقاية لمنع التقيؤ الحاد والغثيان بعد العلاج الكيميائي بالأدوية ذات الخطورة العالية عبر استخدام نظام الـ3 أدوية قبل العلاج الكيماوي ويشمل مضادات 5-HT3، وديكساميتازون، وأبريبيتانت.

### التوقعي
أحد النتائج الشائعة لعلاج السرطان هو حدوث الغثيان والتقيؤ التوقعي. تتم استثارة هذا النوع من الغثيان عادة عن طريق إعادة تعرض المرضى للإطار الذي يجب عليهم حضوره لتلقي العلاج. يعاني حوالي 20% من الأشخاص الذين يتلقون علاج كيميائي من الغثيان والتقيؤ التوقعي. إذا حدث، فإن الغثيان والتقيؤ التوقعي من الصعب السيطرة عليه بالأدوية. البنزوديازيبينات هي الأدوية الوحيدة التي ثبت أنها تقلل من نسبة وقوع الغثيان والتقيؤ التوقعي إلا أن كفاءتهم تقل مع الوقت. مؤخرًا، تقترح بعض التجارب السريرية أن حمض كانابيديوليك يثبط الغثيان والتقيؤ التوقعي في حيوان الزبابة. نظرًا لأن هناك إيمان عام بأن الغثيان والتقيؤ التوقعي هو إشراط كلاسيكي، فإن أفضل أسلوب لتجنب حدوثة هو الوقاية الكافية وعلاج التقيؤ الحاد والغثيان الناتجين عن أول تعرض للعلاج. أظهرت أساليب العلاج السلوكي فعالية ضد الغثيان والتقيؤ التوقعي وتشمل استرخاء العضلات التدريجي، والتنويم الإيحائي، وإزالة التحسس المنهجية.

### العلاج بالأشعة
يعتمد حدوث وشدة الغثيان والتقيؤ الناتج عن العلاج بالأشعة على عدد من العوامل تشمل:عوامل مرتبطة بالعلاج، مثل: موقع التعرض للإشعاع، والجرعة الفردية والممتصة الكلية، والتجزئة، وحجم الإشعاع، وطريقة العلاج الإشعاعي.عوامل مرتبطة بالمريض، مثل: النوع، والصحة العامة، والسن، والعلاج الكيميائي الحالي أو السابق، واستهلاك الكحول، والتجارب السابقة مع الغثيان والتقيؤ، والقلق، بالإضافة إلى مرحلة الورم.يتم تقسيم قدرة العلاج بالأشعة على تنشيط سبيل التقيؤ إلى خطورة عالية، ومتوسطة، وقليلة، ودنيا بحسب موقع الإشعاع:
- خطورة عالية: إشعاع الجسم بالكامل يكون مصحوبًا بخطورة كبيرة لحدوث الغثيان والتقيؤ الناتج عن العلاج بالأشعة
- خطورة متوسطة: الإشعاع للجزء العلوي من البطن، أو نصف الجسم، أو الجزء العلوي من الجسم
- خطورة قليلة: الإشعاع على الجمجمة، والعمود الفقري، والرأس، والرقبة، والجزء السفلي من الصدر، والحوض
- خطورة دنيا: الإشعاع على الأطراف والثدي

## الفسيولوجيا المرضية
هناك العديد من الأسباب للغثيان والتقيؤ في مرضى السرطان. فيما قد يتواجد أكثر من سبب واحد في نفس الشخص يسبب الأعراض عبر أكثر من طريقة، قد يكون السبب الفعلي للغثيان والتقيؤ غير معروف في مرضى آخرين. قد يكون سبب الغثيان والتقيؤ في بعض الحالات غير مرتبط بالسرطان بشكل مباشر. يمكن تقسيم الأسباب إلى أسباب متعلقة بالمرض وأسباب متعلقة بالعلاج.
المنبهات التي تؤدي إلى التقيؤ يتم استقبالها ومعالجتها في المخ. من المعتقد أن عددًا من الشبكات العصبية الحيوية المنظمة في النخاع المستطيل تتفاعل مع بعضها لتنسيق رد فعل التقيؤ. بعض نوايا جذع المخ التي تم التعرف عليها كنوايا مهمة في تنسيق رد فعل التقيؤ تشمل التشكيل الشبكي صغير الخلايا، ومركب بوتزينجر، ونواة السبيل المفرد. تم الإشارة سابقًا لتلك النوايا باسم مركب التقيؤ، إلا أنه أتضح أنها غالبا لا تمثل تركيب تشريحي واحد.
الإشارات الصادرة التي تنقل المعلومات من المخ وتؤدي إلى رد الفعل الحركي المتمثل في التقيؤ تشمل العصب الحائر للمرئ، والمعدة والأمعاء، بالإضافة إلى أعصاب شوكية جسدية حركية لعضلات البطن، وألياف حركية من العصب الحجابي للحجاب الحاجز. تغدي كذلك أعصاب صادرة ذاتية القلب والسبيل التنفسي (العصب الحائر)، والغدد اللعابية (عصب الحبل الطبلي)، والجلد وهي مسئولة عن العديد من العلامات التي تسبق التقيؤ كسيلان اللعاب وشحوب الجلد.
يمكن أن يتم استثارة الغثيان والتقيؤ بالعديد من المنبهات، عبر مسارات عصبية مختلفة. وقد يعمل المنبه الواحد على أكثر من مسار عصبي. تشمل المنبهات والمثارات:
- مواد سامة في القناة الهضمية: تنبه المواد السامة في تجويف القناة الهضمية (مثل الأدوية المستخدمة في علاج السرطان) ألياف العصب الحائر الواردة فيالغشاء المخاطي للقناة الهضمية والذي يتواصل مع نواة السبيل المفرد والباحة المنخفضة في الدماغ لاستثارة الغثيان والتقيؤ. تم التعرف على عدد من المستقبلات عند النهايات الطرفية للألياف الواردة للعصب الحائر والتي تشارك في بدء عملية الغثيان والتقيؤ وتشمل مستقبلات 5-HT3، ومستقبل التاخيكينين 1، ومستقبل كوليسيستكوكينين 1. تلعب العديد من المواد الوسيطة المحلية في خلايا الإنتيروكرومافين في الغشاء المخاطي للقناة الهضمية دورًا في تحفيز تلك المستقبلات. من بين تلك المواد يبدو السيروتونين هو المسيطر. تم افتراض أن هذا المسار هو الآلية التي تقوم بها الأدوية المقاومة للسرطان مثل سيسبلاتين في إحداث التقيؤ.
- مواد سامة في الدم: المواد السامة التي تم امتصاصها وأصبحت في الدم (وتشمل مواد العلاج الكيميائي) أو السموم الداخلية (المخلفات) التي ينتجها الجسم أو خلايا السرطان يمكن اكتشافها في الباحة المنخفضة في المخ وتثير رد فعل التقيؤ. الباحة المنخفضة هي تركيب يوجد في قاع البطين الرابع ويكون الحاجز الدموي الدماغي نفاذًا حولها، ما يسمح باكتشاف منبهات هرمونية أو دوائية في الدم أو السائل الدماغي الشوكي. يحتوي هذا التركيب على مستقبلات تشكل مركز القئ في المخ المعروف بـ«منطقة زناد المستقبلات الكيماوية». بعض المستقبلات والناقلات العصبية المشاركة في تنظيم هذا المسار العصبي تشمل دوبامين-2، سيروتونين 2-4، هيستامين-1، وأسيتيل كولين. بعض المستقبلات الأخرى تشمل المادة P، وأشباه الأفيونيات الداخلية.[17]
- حالات مرضية في القناة الهضمية: الأمراض والحالات المرضية للجهاز الهضمي قد تؤدي أيضًا للغثيان والتقيؤ عن طريق التحفيز المباشر أو غير المباشر للمسارات المذكورة في الأعلى. تشمل تلك الحالات: الانسداد المعوي الخبيث،[18] وتضيق البواب الضخامي، والتهاب المعدة.
ترتبط بعض الحالات المرضية في الأعضاء الأخرى بمسارات التقيؤ العصبية المذكورة أعلاه وقد تؤدي إلى الغثيان والتقيؤ مثل احتشاء عضلة القلب، وقصور الكلى.
- تحفيز الجهاز العصبي المركزي: قد تستثير بعض منبهات الجهاز العصبي المركزي رد فعل التقيؤ. يشمل ذلك الخوف، والتوقع، والإصابة الدماغية الرضية، وزيادة الضغط داخل القحف. الخوف والتوقع بالأخص يرتبطان كثيرًا بمرضى السرطان. تقترح الأدلة أن مرضى السرطان قد يصابون بالغثيان والتقيؤ في انتظار العلاج الكيميائي. في بعض المرضى، إعادة التعرض لدلالات أو تلميحات كالرائحة، أو الأصوات، أو المنظر المصاحب للعيادة أو العلاج السابق قد يثير الغثيان والتقيؤ التوقعي.
- حالات مرضية في جهاز التوازن (الجهاز الدهليزي): حدوث خلل في جهاز التوازن مثل داء الحركة أو مرض منيير قد يثير رد فعل التقيؤ. قد تكون مثل تلك الاختلالات متعلقة بالسرطان كذلك كما في حالات الانبثاث للمخ أو جهاز التوازن، أو متعلقة بعلاج السرطان مثل استخدام أشباه الأفيونيات.

## العلاج
تعتمد استراتيجيات علاج ومنع الغثيان والتقيؤ على الأسباب، وإذا ما كانت منعكسة أو قابلة العلاج، ومرحلة المرض، ومآل المريض، وعوامل أخرى محددة. يتم اختيار الأدوية المضادة للتقيؤ بحسب فعاليتها سابقًا وآثارها الجانبية.

### أدوية
الأدوية المستعملة في الوقاية من وعلاج الغثيان والتقيؤ تشمل:
- مضادات 5-HT3: تنتج مضادات 5-HT3 تأثيراتها المضادة للتقيؤ عن طريق منع تأثير السيروتونين على مستقبلات 5-HT3 الطرفية والمركزية. وهي فعالة في علاج والوقاية من الغثيان والتقيؤ الناتج عن العلاج الكيميائي وحالات الانسداد المعوي الخبيث والقصور الكلوي الذي يصاحبه ارتفاع في مستوى السيروتونين. تشمل تلك المواد: دولاسيترون، وجرانيسيترون، وأوندانسيترون. ويستخدموا عادة كمزيج مع مضادات التقيؤ الأخرى في المرضى المعرضين بشدة للتقيؤ أو الغثيان. وهي الأكثر فعالية في علاج التقيؤ الحاد الناتج عن العلاج الكيميائي.
- كورتيكوستيرويد: مثل ديكساميتازون الذي يستخدم في علاج التقيؤ الناتج عن العلاج الكيميائي، والانسداد المعوي الخبيث، وارتفاع الضغط داخل القحف وكذلك في الغثيان المزمن للسرطان المتقدم، رغم أن طريقة عمله غير واضحة حتى الآن. ينصح باستعمال ديكساميتازون في منع التقيؤ الحاد الناتج عن العلاج الكيميائي واستخدامه مع أبريبيتانت لمنع التقيؤ المؤجل الناتج عن العلاج الكيميائي.
- مضادات مستقبل التاخيكينين 1: مثل أبريبيتانت تمنع مستقبلات التاخيكينين 1 في جذع الدماغ والجهاز الهضمي.
- كانابينويد: مساعد جيد للعلاج الحديث المضاد للتقيؤ في بعض المرضى. لهم أثر مضاد للتقيؤ ضعيف، إلا أن لهم أثار جانبية مفيدة مثل التهدئة والابتهاج. على أي حال، فإن استعمالهم محدود بسبب نسبة التأثيرات السامة المرتفعة لهم كالدوار، والانزعاج،  والهلوسة. أظهرت بعض الدراسات أن الكانابينويد أفضل بقليل من مضادات التقيؤ التقليدية مثل ميتوكلوبراميد، وفينوثيازين، وهالوبيريدول في منع الغثيان والتقيؤ.
- مواد منشطة للحركة مثل ميتوكلوبراميد.
- مضادات الدوبامين مثل الفينوثيازينات (كلوربرومازين)، وهالوبيريدول، وأولانزابين تمنع مستقبلات الدوبامين 2 الموجودة في مركز القئ في المخ.
- مضادات الهستامين مثل بروميثازين تمنع مستقبلات الهستامين 1 في مركز القئ في النخاع المستطيل، والنواة الدهليزية، ومنطقة زناد المستقبلات الكيماوية.
- مضادات الكولين مثل هيوسين تستعمل كمضادات للتقيؤ حيث تتسبب في ارتخاء العضلات الملساء وتقلل إفرازات القناة الهضمية عن طريق منع المستقبلات المسكارينية. قد تكون مفيدة في علاج انسداد الأمعاء الطرفي.
- نظائر السوماتوستاتين مثل أوكتريوتايد تستخدم في تلطيف الانسداد المعوي الخبيث، خاصة حين يكون هناك كمية كبيرة من القئ وغير مستجيب للإجراءات الأخرى.
- يستعمل كانابيديول كعلاج تلطيفي (علاج للأعراض غير شافي) ويحسن العديد من الأعراض التي تظهر كثيرا خلال العلاج الكيميائي مثل الغثيان، والتقيؤ، وفقدان الشهية، والألم الجسدي، والأرق.[19]

### إجراءات أخرى
قد تشمل بعض الإجراءات غير الدوائية الأخرى:
- النظام الغذائي: يتحمل المرضى الوجبات الصغيرة السائعة أفضل من الوجبات الكبيرة. وجبات السكريات أفضل من الأطعمة الحارة، والدهنية والحلوة. المشروبات الباردة الخفاقة سائغة أكثر من المشروبات الحارة الخامدة.[20]
- تجنب المنبهات البيئية، مثل المناظر، أو الأصوات، أو الروائح التي قد تسبب الغثيان.
- العلاج السلوكي، مثل التشتيت، وتدريبات الاسترخاء، والعلاج السلوكي المعرفي.
- الطب البديل: الوخز بالإبر، والزنجبيل أظهرا تأثيرات مضادة للتقيؤ في حالات الغثيان والتقيؤ الناتج عن العلاج الكيميائي، والغثيان والتقيؤ التوقعي.[21]

### جراحة تلطيفية
الرعاية التلطيفية هي الرعاية النشطة للأشخاص الذين يعانون من مرض متقدم، ومتصاعد مثل السرطان. تعرف منظمة الصحة العالمية الرعاية التلطيفية على أنها «مقاربة تحسن جودة حياة المرضى وأسرهم بمواجهة المشاكل المصاحبة للمرض الذي يهدد الحياة عن طريق منع ومعالجة المعاناة بالاكتشاف المبكر والتقييم السليم وعلاج الألم والمشاكل الأخرى الجسدية والنفسية والروحية».
أحيانا يكون ممكنًا أو ضروريا توفير راحة للمريض من الغثيان والتقيؤ الناتج عن السرطان عن طريق التدخل الجراحي التلطيفي. إلا أن الجراحة لا يتم تنفيذها بشكل روتيني حين تكون هناك عوامل تشير إلى المآل السيئ للتدخل الجراحي مثل انتشار السرطان داخل البطن، أو الاستسقاء البطني المهول. التدخل الجراحي مفيد في المرضى المصابين بإصابات قابلة للجراحة، ومن المتوقع أن يعيشوا لأكثر من شهرين ولديهم حالة جيدة للأعضاء الحيوية. غالبا ما يكون الانسداد المعوي الخبيث هو سبب الأعراض وفي تلك الحالة يكون الغرض من الجراحة التلطيفية هو إراحة المريض من أعراض الانسداد المعوي بطرق متعددة تشمل:
- عمل فغرة.
- جراحة تجاوز للانسداد.
- استئصال قطعة من الأمعاء.
- تركيب دعامة.[23]
- فغر المعدة عن طريق تنظير داخلي عبر الجلد وتركيب أنبوب لتمكين صرف المعدة.
- صرف المعدة عن طريق أنبوب أنفي معدي هو إجراء شبه غزوي لإزالة العثيان والتقيؤ بسبب انسداد القناة الهضمية في مرضى السرطانات البطنية الذين يرفضوا الجراحة أو لديهم موانع للجراحة. إلا أنه لا ينصح باستعمال الأنبوب لفترة طويلة بسبب الاحتمالية المرتفعة لإزاحتها من موقعها، وعدم تحمل المريض لها، وإعاقتها لأنشطته اليومية، وتسببها في السعال، كما يمكن أن تكون غير مقبولة من ناحية الشكل الجمالي. تشمل مضاعفات التنبيب الأنفي المعدي ذات الرئة الشفطي، والنزف، وتآكل المعدة، والنخر، والتهاب الجيوب الأنفية، والتهاب الأذن.

## الانتشار
تم تقدير 12.7 مليون حالة سرطان جيدة و7.6 مليون حالة وفاة بسبب السرطان في العالم في 2008.
- يحدث الغثيان أو التقيؤ في 50-70% من مرضى السرطان المتقدم.[25]
- 50-80% من متلقي العلاج بالأشعة يعانون من الغثيان و/أو التقيؤ، على حسب موقع التعرض للإشعاع.
- يعاني تقريبًا 20-30% من متلقي العلاج الكيميائي من الغثيان والتقيؤ التوقعي.
- الغثيان والتقيؤ الناتج عن العلاج الكيميائي بأدوية ذات قدرة عالية على إحداث تقيؤ يمكن منعة أو معالجته بشكل فعال في 70-80% من المصابين به.